# Andador

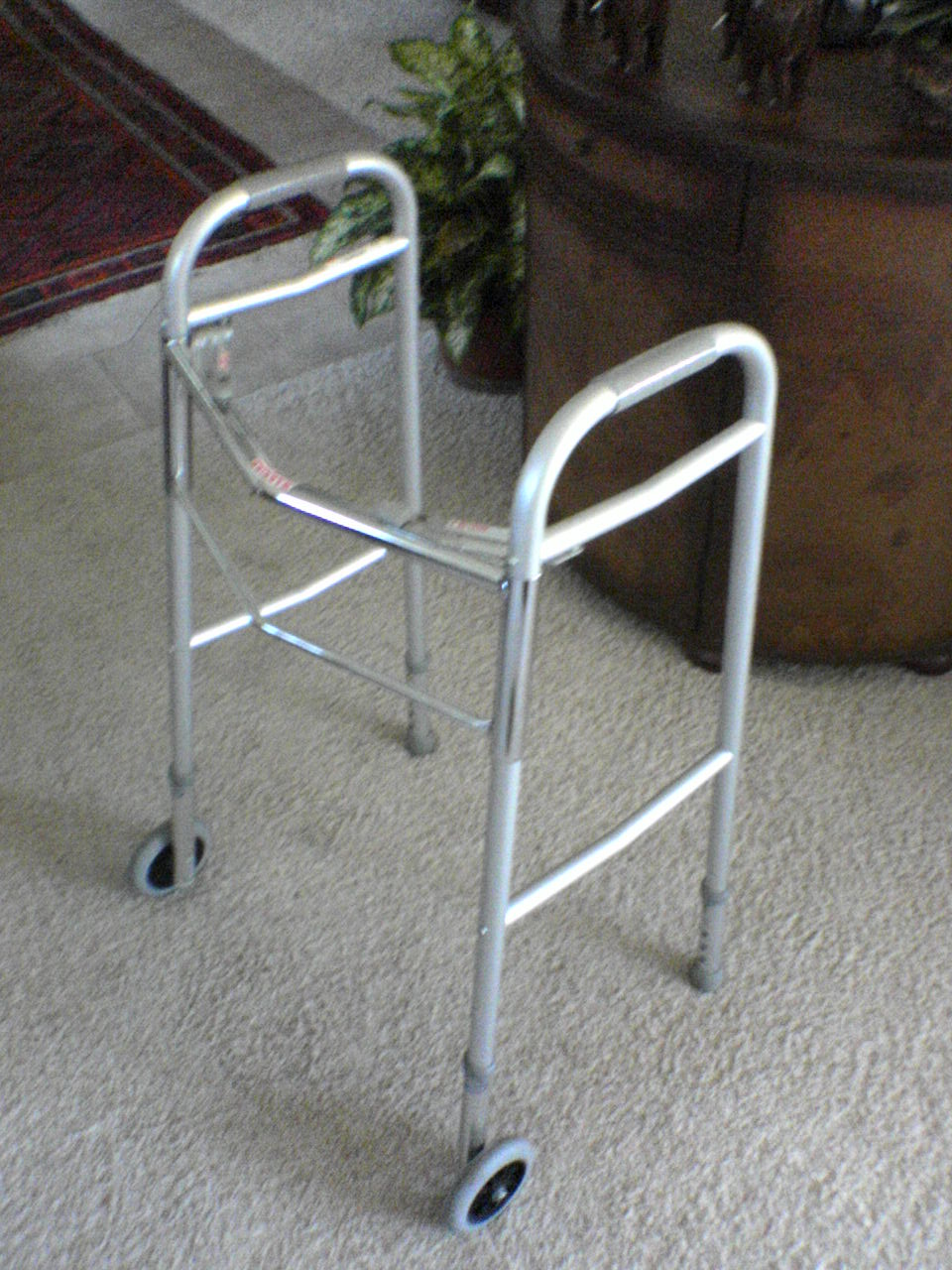
Um andador tradicional.

Andador é um equipamento que permite a uma pessoa andar. É utilizado por pessoas que estão em recuperação de algum acidente ou mielopatia, que ficaram debilitadas pela idade ou que ainda não desenvolveram músculos e coordenação motora, por serem novas demais.
Os andadores possibilitam a independência e a liberdade na realização de movimentos. Outros benefícios do uso de andadores são: a prevenção de quedas para idosos e pessoas com limitações motoras, segurança para realizar passeios e caminhadas e o alívio na pressão nos membros inferiores.
Existem diferentes tipos de andadores. Os principais deles são:
- Andador Fixo
- Andador Articulado
- Andador com Rodas
- Andador Desmontável
- Andador com Assento[3]